# Arado S III
Die Arado S III ist ein in den 1920er Jahren als Einzelexemplar ausgeführtes deutsches Schulflugzeug der Arado Flugzeugwerke in Warnemünde.

## Entwicklung
Die S III entstand infolge eines Eilauftrags der Türkei. Da das Muster in nur acht Tagen vollendet sein sollte, wurden von ihm keine Konstruktionsunterlagen angefertigt. Stattdessen gab der Konstrukteur Walter Rethel seine Bauvorgaben mündlich, wobei er sich zum großen Teil an der 1925 entstandenen S I orientierte. Der Rumpfaufbau wurde weitgehend übernommen, das Fahrwerk sowie die Statik des Tragwerks leicht abgeändert. Als Antrieb wurde ein Sh 11 mit 96 PS Startleistung eingesetzt. Der Bau des Flugzeugs mit der Werknummer 39 wurde in durchgehender Tag- und Nachtarbeit bewerkstelligt und konnte innerhalb der geforderten Frist abgeschlossen werden. Der anschließende Transport in die Türkei erfolgte auf dem Landweg. Dort wurde die S III den Auftraggebern von Werner Junck vorgeflogen, wobei die Motorleistung als zu schwach eingeschätzt wurde. Der Sh 11 wurde deshalb durch einen Sh 12 mit 125 PS ersetzt. Ob und wie die S III in der Türkei zum weiteren Einsatz kam, ist nicht bekannt.

## Aufbau
Die S III ist ein freitragender, unverspannter Anderthalbdecker mit gestaffeltem Tragwerk in Gemischtbauweise.
Rumpf
Der Rumpf ähnelte im Wesentlichen dem der S I und bestand aus einem geschweißten Stahlrohrgerüst mit rechteckigem Querschnitt, das im Bereich des Motors mit Blechen beplankt und im Übrigen mit Stoff bespannt war. Der Rumpfrücken hinter den Kabinen war mit einer abnehmbaren, halbrunden Schale abgedeckt, die einen leichten Zugang zu den Steuermechaniken gewährleistete. Die Motoraufhängung war nach vorn unten schwenkbar gestaltet, so dass ein Wechsel des Antriebs ohne Zuhilfenahme eines Flaschenzugs von lediglich zwei Personen durchgeführt werden konnte. Zwischen Triebwerk und der vorderen Besatzungskabine befand sich ein Brandschott. Die S III war mit einer Doppelsteuerung ausgestattet, die während des Fluges gegebenenfalls vom Fluglehrer für die Kabine des Schülers deaktiviert werden konnte.
Tragwerk
Die Tragflächen bestanden aus Holzgerüsten mit zwei Kastenholmen, deren dazwischenliegende Beplankung aus Sperrholz gebildet wurde. Die restlichen Flächen waren mit Stoff bespannt. Während der Oberflügel durchgehend ausgeführt war, bestand der Unterflügel aus zwei Teilen. Das Tragwerk war sowohl untereinander als auch mit dem Rumpf durch N-Streben verbunden. Im Oberflügel befanden sich die zwei als Falltanks ausgebildeten Kraftstoffbehälter mit einem Fassungsvermögen von je 45 l. Lange und schmale Querruder waren nur im Oberflügel eingesetzt.
Leitwerk
Das mit I-Stielen zum Rumpf hin abgestützte Leitwerk bestand aus mit Stoff bespannten Stahlrohrrahmen. Die Ruder waren nicht ausgeglichen.
Fahrwerk
Die S III besaß ein starres, gummiseilgefedertes Hauptfahrwerk, dessen Räder durch eine Achse miteinander verbunden waren. Am Heck befand sich ein Schleifsporn.

## Technische Daten
| Kenngröße                                | Daten                                                               |
| ---------------------------------------- | ------------------------------------------------------------------- |
| Besatzung                                | 1–2                                                                 |
| Spannweite                               | oben 11,50 m unten 8,50 m                                           |
| Länge                                    | 7,50 m                                                              |
| Höhe                                     | 2,75 m                                                              |
| Flügelfläche                             | 27,3 m²                                                             |
| Flächenbelastung                         | 30 kg/m²                                                            |
| Leistungsbelastung                       | 8,7 kg/PS                                                           |
| Leermasse                                | 600 kg                                                              |
| Zuladung                                 | 225 kg                                                              |
| Startmasse                               | 825 kg                                                              |
| Antrieb                                  | ein luftgekühlter Siebenzylinder-Viertakt-Sternmotor                |
| Typ                                      | Siemens & Halske Sh 11                                              |
| Startleistung Nennleistung Dauerleistung | 96 PS (71 kW) 86 PS (63 kW) in Bodennähe 84 PS (62 kW) in Bodennähe |
| Kraftstoffvolumen                        | 90 l                                                                |
| Höchstgeschwindigkeit                    | 128 km/h in Bodennähe                                               |
| Reisegeschwindigkeit                     | 105 km/h                                                            |
| Landegeschwindigkeit                     | 50 km/h                                                             |
| Steiggeschwindigkeit                     | 100 m/min                                                           |
| Steigzeit                                | 10,25 min auf 1000 m Höhe 22,5 min auf 2000 m Höhe                  |
| Dienstgipfelhöhe                         | 3700 m                                                              |
| Reichweite                               | k. A.                                                               |
| Start- /Landerollstrecke                 | 55 m/37 m                                                           |